# パウロ・ディバラ
パウロ・ブルーノ・エセキエル・ディバラ（Paulo Bruno Exequiel Dybala, 1993年11月15日 - ）は、アルゼンチン・コルドバ州出身のサッカー選手。セリエA・ASローマ所属。アルゼンチン代表。ポジションはFW。
イタリアとポーランドにルーツを持ち、イタリアの市民権とポーランド国籍を所持している。そのプレースタイルから同じくアルゼンチン代表のメッシ、パストーレ、元イタリア代表のモンテッラと比較されている。

## 経歴

### インスティトゥート
「La Joya（宝石）」の愛称で親しまれているディバラは、17歳の時にプリメーラB・ナシオナルに所属していた地元のクラブであるインスティトゥート・デ・コルドバでプロデビューを果たし、公式戦40試合出場17ゴールの成績を記録した。インスティトゥートでディバラは、マリオ・ケンペスが保持していた最年少ゴールと国内の連続出場記録を更新し（38試合）、シーズンで2度のハットトリックと6試合連続ゴールと4つの記録を残した。

### パレルモ

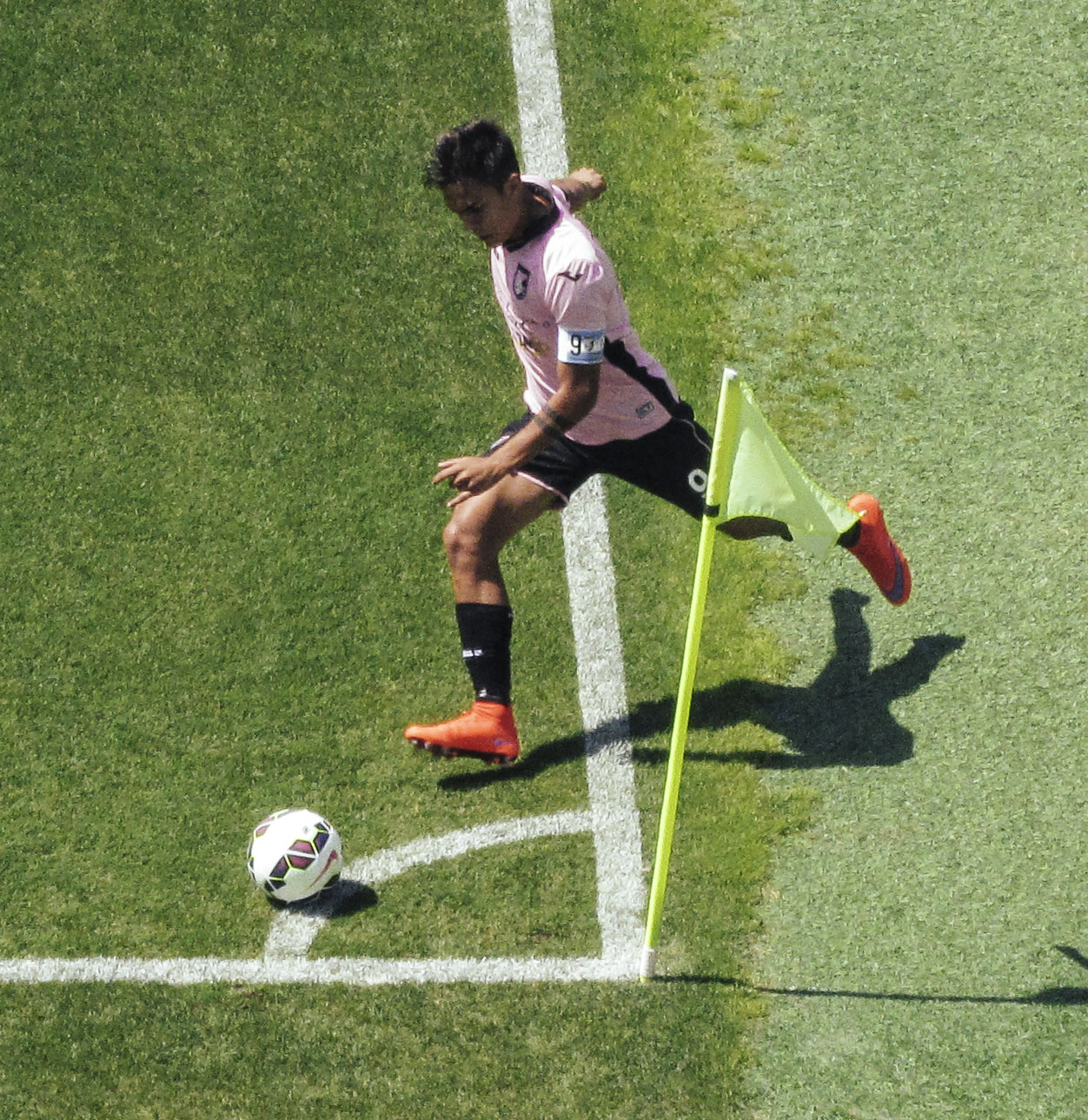
コーナーキックを蹴るディバラ (2015年)

2012年4月29日、USチッタ・ディ・パレルモの会長を務めるマウリツィオ・ザンパリーニは、「我々は新たなセルヒオ・アグエロであるパウロ・ディバラを獲得した」と声明を発表した。しかし、同日にインスティトゥートの事務局長はパレルモと交渉を行った者はディバラの移籍に関する権利を持っていないと述べた。
2012年7月20日、パレルモはディバラと4年間の契約を結んだと公式に発表した。ディバラはラツィオ戦でセリエAデビューを果たし、2012年11月11日に行われ、2-0で勝利したホーム戦で初ゴールを記録した。
2014-15シーズンにアルゼンチン人のフランコ・バスケスと前線でコンビを組みシーズンの前半戦で10ゴールを記録し、名声を高めたディバラは国内外の多くのビッグクラブから注目を浴びるようになった。

### ユヴェントス
2015年5月、パレルモ監督のジュゼッペ・イアキーニがディバラのユヴェントス行きを認め、6月にユヴェントス移籍が正式発表。移籍金は3200万ユーロで5年間の契約となる。背番号はジネディーヌ・ジダンやリリアン・テュラム、アンドレア・ピルロといった名選手が背負った21番。
加入当初の2015-16シーズン序盤は、リーグ戦で控えであり高額な移籍金もあって論議を醸したが、徐々にフィットし34試合出場で19ゴール、9アシストというユヴェントスの攻撃の要というべき活躍を見せた。また、2016年2月23日、UEFAチャンピオンズリーグ・決勝トーナメント1回戦でバイエルン・ミュンヘンと対戦して大会初得点を決めた。
2016-17シーズンは、ポール・ポグバの移籍で背番号10番が空き、チームからデイバラに10番を付ける様に打診が有ったが、10番ではなくその前のシーズンと同じように21番を選んだ。チャンピオンズリーグベスト8、FCバルセロナとの試合では、1stレグの試合で2得点を挙げ勝利に貢献、ユヴェントスの準決勝進出に貢献した。
2017-18シーズン開幕前の2017年8月9日に、背番号を10番に変更することを発表された。アレッサンドロ・デル・ピエロやミシェル・プラティニ、ロベルト・バッジョら名手が着用した番号である。8月26日、第2節のジェノア戦でハットトリックを達成、9月17日、サッスオーロ戦でユヴェントスでの通算100試合出場を達成、この試合でシーズン2度目のハットトリックを達成した。
2018-19シーズン、UEFAチャンピオンズリーグのヤングボーイズ戦でチャンピオンズリーグでは初のハットトリックの活躍を見せ、チームを3-0の勝利に導いた。チャンピオンズリーグでは10月23日のマンチェスター・ユナイテッド戦でも決勝ゴールを決めた。しかし、クリスティアーノ・ロナウドの加入もあり、チャンピオンズリーグでは9試合で5ゴールを決めるも、リーグ戦では僅か5ゴールに終わる。
2019-20シーズン、首位攻防戦となった11月のインテルとのイタリアダービーではゴールを決め、2-1での勝利に貢献した、3月8日のインテル戦でもリードを広げるゴールを奪い、勝利に貢献した。3月には新型コロナウイルスに感染したが、リーグ戦では4試合連続ゴールなどもあり、トータルで11ゴール7アシストを決め、チームのセリエA9連覇に貢献、リーグの年間最優秀選手に選ばれた。
2020-21シーズン、リーグ第36節のサッスオーロ戦でゴールを決めて、ユヴェントスでの通算100ゴールを達成。
2020年頃から契約延長が取りざたされ、一時は延長合意の報道も出たが、2022年3月21日、ユヴェントスCEOのマウリツィオ・アリバベーネはディバラとの契約を更新しないことを明言。2022年6月30日での退団が確実となった。2022年5月16日、ディバラは自身のTwitterで退団を発表、7年間のユヴェントスでのプレーに幕を閉じることとなった。ホーム最終戦となった第37節ラツィオ戦では試合後にセレモニーが行われ涙を流した。

### ローマ
2022年7月20日、ASローマへの完全移籍が発表された。背番号は、フランチェスコ・トッティの引退後は空き番となっている10番が有力視されたが、21番を着用していたネマニャ・マティッチがディバラに背番号を譲り8番に変更したことにより、ユヴェントスでも着用していた21番となった。8月30日、モンツァ戦で移籍後初ゴールを含む2ゴールを挙げた。この日の2点目のゴールがセリエA通算100ゴールとなった。2023年4月20日、UEFAヨーロッパリーグ準決勝のフェイエノールト戦2ndレグでは、2戦合計1-2でリードされている状況の中で後半44分に試合を延長戦に持ち込む同点ゴールを挙げ、チームも延長戦の末に勝利し決勝進出した。6月4日、リーグ最終節のスペツィア戦では、同点の状況の後半43分にPKから勝ち越しゴールを挙げ、チームの勝利と来シーズンのUEFAヨーロッパリーグ出場権獲得に貢献した。2022-23シーズンは、公式戦38試合に出場し、18ゴール10アシストを記録した。
2023年9月17日、エンポリ戦で前半2分にPKで先制点を挙げると、後半10分にはシュートフェイントから相手DF2人をかわしてこの試合2点目となるゴールを挙げ、7-0での大勝に貢献した。10月1日、フロジノーネ戦で2アシストを記録し、2-0での勝利に貢献した。2024年2月26日、トリノ戦ではハットトリックを達成し、3-2での勝利に貢献した。2023-24シーズンは、リーグ戦28試合に出場し、13ゴール9アシストを記録した。
2024年夏の移籍市場では、現行の契約が2025年6月末までとなり、2024-25シーズンに公式戦14試合に出場すると年俸700万ユーロで契約が自動的に更新されてサラリーが高額となることから、クラブは売却を検討していると報じられた。サウジアラビアのアル・カーディシーヤと3年総額7500万ユーロの条件で個人合意して移籍成立が目前であり、8月22日午後にチームメイトらに別れを告げたことが報じられた。しかし、その後にInstagramに「ありがとう、ローマ。日曜日に会いましょう」というメッセージを投稿し、残留宣言を行った。

## 代表歴
パンアメリカン競技大会に出場するU-17アルゼンチン代表に招集されたが、最終的に大会には参加しなかった。2012年7月19日にはU-20アルゼンチン代表から初めて招集を受けたが、それを断った。
祖父のボレスワフがポーランド出身であり、ディバラ家はイタリアにルーツを持つため、多重国籍であり、ポーランド代表とイタリア代表でプレイする資格も有しているが、ディバラ本人はアルゼンチン人としてのアイデンティティーをもっており、アルゼンチン代表でプレイすることが夢だと話している。
2015年9月22日にヘラルド・マルティーノ監督により初めてA代表に招集されたが出場機会は与えられなかった。しかし、再び招集され、2015年10月13日に行われた2018 FIFAワールドカップ・南米予選のパラグアイ代表戦にカルロス・テベスと交代で75分から出場し、A代表デビューを果たし、ポーランド代表・イタリア代表に入る資格は失った。2016年9月1日の2018 FIFAワールドカップ・南米予選のウルグアイ戦では初のスタメン出場を果たすも、前半終了間際に2枚目のイエローカードで退場となった。
2018 FIFAワールドカップでは、グループリーグ第2戦のクロアチア戦に68分から出場したが、アルゼンチンが決勝トーナメントの1回戦で敗退したこともあり、これがこの大会での唯一の出場となった。
コパ・アメリカ2019の3位決定戦で先発し1-0からのリードを広げるアルゼンチンの2点目を決め、アルゼンチンの大会第3位確保に貢献した。
2022 FIFAワールドカップでは、準決勝のクロアチア戦と決勝のフランス戦で共に途中出場、決勝ではPK戦の直前に投入されると、PK戦でのPKを成功させて優勝を果たした。

## プレースタイル
創造力と高いテクニックを併せ持った機敏な選手であり、限られた狭いスペースでもドリブルで持ち上がりボールを扱うことができ、ポストプレーも得意である。技術が高く、運動量が豊富でディフェンスにも高い献身を示す。また、ディバラは正確で強いシュートとヘディングにより自身がゴールを挙げるだけではなく、味方のゴールチャンスを作り出すこともでき、トップだけではなく、セカンドトップや攻撃的ミッドフィールダー、右ウイングまで様々な攻撃的なポジションを務めることができる。

### ゴールパフォーマンス
ディバラはゴールした際に片手で顔を覆うゴールパフォーマンスを行う。これは、サポーターから「ディバラマスク」と呼ばれ、ディバラを特徴づけるポーズである。このゴールパフォーマンスの意味について、ディバラが自身のFacebookのアカウントで『ディバラマスクの意味は単純なものだ。グラディエーター（剣闘士）の仮面だよ。必死で戦うときには、より強くなるために戦士の仮面を身に着けなければならないこともある。笑顔と優しさは失わずにね。』と述べている。

## 個人成績
2024-25シーズン終了時点 
| 所属クラブ         | シーズン         | リーグ戦 | リーグ戦 | カップ戦 | カップ戦 | UEFA主催 | UEFA主催 | その他 | その他 | 合計 | 合計 |
| 所属クラブ         | シーズン         | 出場     | 得点     | 出場     | 得点     | 出場     | 得点     | 出場   | 得点   | 出場 | 得点 |
| ------------------ | ---------------- | -------- | -------- | -------- | -------- | -------- | -------- | ------ | ------ | ---- | ---- |
| インスティトゥート |                  |          |          |          |          |          |          |        |        |      |      |
| 2011-12            | 38               | 17       | 2        | 0        | 0        | 0        | 0        | 0      | 40     | 17   |      |
| 合計               | 合計             | 38       | 17       | 2        | 0        | 0        | 0        | 0      | 0      | 40   | 17   |
| パレルモ           |                  |          |          |          |          |          |          |        |        |      |      |
| 2012-13            | 27               | 3        | 1        | 0        | 0        | 0        | 0        | 0      | 28     | 3    |      |
| 2013-14            | 28               | 5        | 2        | 0        | 0        | 0        | 0        | 0      | 30     | 5    |      |
| 2014-15            | 34               | 13       | 1        | 0        | 0        | 0        | 0        | 0      | 35     | 13   |      |
| 合計               | 合計             | 89       | 21       | 4        | 0        | 0        | 0        | 0      | 0      | 93   | 21   |
| ユヴェントス       |                  |          |          |          |          |          |          |        |        |      |      |
| 2015-16            | 34               | 19       | 4        | 2        | 7        | 1        | 1        | 1      | 46     | 23   |      |
| 2016-17            | 31               | 11       | 5        | 4        | 11       | 4        | 1        | 0      | 48     | 19   |      |
| 2017-18            | 33               | 22       | 4        | 1        | 8        | 1        | 1        | 2      | 46     | 26   |      |
| 2018-19            | 30               | 5        | 2        | 0        | 9        | 5        | 1        | 0      | 42     | 10   |      |
| 2019-20            | 33               | 11       | 4        | 2        | 8        | 3        | 1        | 1      | 46     | 17   |      |
| 2020-21            | 20               | 4        | 1        | 0        | 5        | 1        | 0        | 0      | 26     | 5    |      |
| 2021-22            | 29               | 10       | 4        | 2        | 5        | 3        | 3        | 0      | 41     | 15   |      |
| 合計               | 合計             | 210      | 82       | 24       | 11       | 53       | 18       | 8      | 4      | 295  | 115  |
| ローマ             |                  |          |          |          |          |          |          |        |        |      |      |
| 2022-23            | 25               | 12       | 2        | 1        | 11       | 5        | 4        | 3      | 42     | 21   |      |
| 2023-24            | 28               | 13       | 2        | 1        | 9        | 2        | 5        | 2      | 44     | 18   |      |
| 2024-25            | 24               | 6        | 1        | 0        | 11       | 2        | 0        | 0      | 36     | 8    |      |
| 合計               | 合計             | 77       | 31       | 5        | 2        | 31       | 9        | 9      | 5      | 122  | 47   |
| キャリア通算成績   | キャリア通算成績 | 414      | 151      | 35       | 13       | 84       | 27       | 17     | 9      | 550  | 200  |

## 代表歴

### 出場大会
- U-17アルゼンチン代表
  - 2011年 - パンアメリカン競技大会 (辞退)
- アルゼンチン代表
  - 2018年 - 2018 FIFAワールドカップ（ベスト16）
  - 2022年 - 2022 FIFAワールドカップ（優勝）

### 試合数
- 国際Aマッチ 40試合 4得点 (2015年 - )[53]

| アルゼンチン代表 | 国際Aマッチ | 国際Aマッチ |
| 年               | 出場        | 得点        |
| ---------------- | ----------- | ----------- |
| 2015             | 3           | 0           |
| 2016             | 3           | 0           |
| 2017             | 6           | 0           |
| 2018             | 6           | 1           |
| 2019             | 11          | 1           |
| 2020             | 0           | 0           |
| 2021             | 2           | 0           |
| 2022             | 5           | 1           |
| 2023             | 2           | 0           |
| 2024             | 2           | 1           |
| 通算             | 40          | 4           |

### 得点
| # | 開催日         | 開催地                                                                           | 対戦国   | スコア | 結果 | 大会                              |
| - | -------------- | -------------------------------------------------------------------------------- | -------- | ------ | ---- | --------------------------------- |
| 1 | 2018年11月21日 | メンドーサ、エスタディオ・マルビナス・アルヘンティナス                           | メキシコ | 2-0    | 2-0  | 親善試合                          |
| 2 | 2019年7月7日   | サンパウロ、アレーナ・デ・サンパウロ                                             | チリ     | 2-0    | 2-1  | コパ・アメリカ2019                |
| 3 | 2022年6月1日   | ロンドン、ウェンブリー・スタジアム                                               | イタリア | 3-0    | 3-0  | フィナリッシマ                    |
| 3 | 2024年9月5日   | ブエノスアイレス、エスタディオ・モヌメンタル・アントニオ・ベスプチオ・リベルティ | チリ     | 3-0    | 3-0  | 2026 FIFAワールドカップ・南米予選 |

## 獲得タイトル

### クラブ
パレルモ
- セリエB : 2013-14[54]

ユヴェントス
- セリエA : 5回（2015-16, 2016-17,2017-18, 2018-19, 2019-20）
- コッパ・イタリア : 4回（2015-16、2016-17、2017-18, 2020-21）
- スーペルコッパ・イタリアーナ : 3回（2015, 2018, 2020）

### 代表
アルゼンチン代表
- フィナリッシマ : 2022
- FIFAワールドカップ : 2022

### 個人
- セリエA年間最優秀選手賞 : 1回 (2019-20)
- セリエA年間ベストイレブン : 4回 (2015-16, 2016-17, 2017-18, 2019-20)
- セリエA月間最優秀選手賞 : 5回 (2020年7月, 2023年11月, 2024年2月, 2024年4月, 2024年12月)
- ESM欧州ベストイレブン : 1回 (2016-17)
- UEFAヨーロッパリーグ最優秀選手賞 :  1回 (2022-23)
- セリエAアシスト王 : 2回 (2014-15, 2023-24)
- コッパ・イタリア得点王 : 1回 (2016-17)